# Чортова дюжина (фільм, 1961)
Про однойменний радянський художній фільм див. Чортова дюжина (фільм, 1970)
«Чортова дюжина» — радянський художній комедійний фільм 1961 року, режисера Павла Арманда, прем'єра якого відбулася 2 квітня 1962 року.

## Сюжет
Дія фільму відбувається в поїзді Рига — Москва. Серед пасажирів знаходиться лікар, яка постійно говорить про гуманне ставлення до людей. Однак, коли у однієї з пасажирок почалися пологи, вона відмовилася їй допомагати. Прийняттям пологів зайнялися провідниці, машиністи і пасажири поїзда.

## У ролях
- Лідія Пупуре — провідниця
- Павло Шпрингфельд — Семен Федорович, бригадир поїзда
- Раднер Муратов — Михайло
- Марк Бернес — Ісаак Львович, пасажир
- Майя Блінова — пасажирка
- Валентина Владимирова — пасажирка-колгоспниця
- Артур Дімітерс — інженер Бложе, пасажир
- Кахі Кавсадзе — пасажир
- Євген Лазарев — пасажир
- Тетяна Пельтцер — Надія Іванівна
- Майя Сержане — пасажирка
- Єва Мурнієце — Маруся, диспетчер
- Ансіс Крейцбергс — Гунар
- Терьє Луйк — Хеллі—Майя
- Харій Авенс — епізод
- Анна Заржицька — провідниця
- Андрій Костричкін — машиніст
- Валентина Телегіна — провідниця
- Сергій Філіппов — пасажир—зубний технік
- Клавдія Хабарова — вчителька
- Ганна Заржицька — провідниця

## Знімальна група
- Автор сценарію:  Всеволод Воронін, Юхим Севела
- Режисер:  Павло Арманд
- Оператор: Зігурдс Вітолс
- Композитор: Індуліс Калниньш
- Художник-постановник: Лаймдоніс Грасманіс
- Художник по костюмах: унарс Балодіс